# フォンティーナ
フォンティーナ (イタリア語：Fontina、フランス語：Fontine) はイタリアで生産される、牛乳を原料としたセミハードタイプのチーズである。アルプスにあるヴァッレ・ダオスタ州で作られている。豊富に生えている牧草だけを飼料として与えることで、独特な香りを放つ最高のチーズが取れると言われている。フォンティーナはヨーロッパの法律の下でDOPの認定を受けている。

## 来歴
名称の由来は諸説あり、山の牧草地の名前 “Fontin”、“Fontinaz” なる村の名前、あるいは人物の姓によるとされる。記録に残るフォンティーナの初出は1270年のラテン語文書であるが、これはチーズではなく地名としての文脈で用いられたものであった。イソーニュ城に残る1480年のフレスコ画にはフォンティーナのようなチーズが山積みになっている姿が描かれている（下図参照）。確実にチーズとしてのフォンティーナの言及を確認できるものは1700年の資料まで待たねばならない。1996年にEUの原産地名称保護制度におけるDOP認定を受けた。2016年にウォール・ストリート・ジャーナルが選んだA-to-Zのチーズ26選に取り上げられた。

## 生産
アオスタ渓谷で作られ、原料乳は1日2回の搾乳を行うが、それぞれを混ぜず殺菌もせず使う。1年を通して作られるが、夏の間に最高では標高2500メートルにも及ぶ山で牛の放牧を行う。このように夏場の6月から9月の間に牛を山で放牧して作られたものはアルペッジオと呼ばれ、至高とされる。文字”FONTINA”を含むマッターホルンの組合のスタンプにより、アオスタ渓谷のフォンティーナであると確認できる。

## 味と食べ方
フォンティーナの中身の45%は乳脂肪である。チーズの内部は淡いクリーム色で「目」と言われている穴がある。
土、キノコ、木のかおりがすると言われ、ロースト肉やトリュフと良くあう。 濃厚なうまみとともにナッツや蜂蜜の風味も感じられ、熟成により豊かでクリーミーな味わいが増す。

若いフォンティーナはとても柔らかく、よく溶ける。熟成が終わる冬頃、チーズフォンデュ的な地元の名物料理、フォンドゥータに使うのが最もよい。フォンデュータ・アラ・ヴァルドスターナ（イタリア語）もしくはフォンデュ・ア・ラ・ヴァルドテーヌ(フランス語)はフォンティーナに牛乳、卵とトリュフを混ぜた伝統的な料理である。熟したフォンティーナはハードチーズになる。テーブルチーズとして食べることもできる。パン粥やポレンタに入れてもいいし、茹でたジャガイモと一緒にオーブンで焼いてみてもよい。酒なら地元の白ワイン、ヴァッレ・ダオスタ (Valle d'Aosta) が合う。野生のチェリーとトリュフの風味がする赤ワイン、ネッビオーロと良く合う。

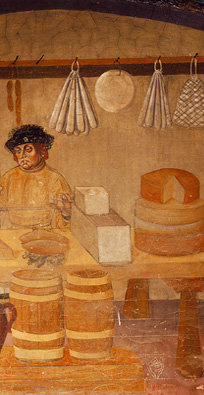
イソニェ城の1480年のフレスコ画。右側のチーズは、フォンティーナの最古の描写であると考えられている。

## 派生製品
ほかの多くのチーズ同様に、「フォンティーナ」という名前は「フォンティネッラ」や「フォンタル」「フォンティーラ」などのような類似するチーズにより乱用されている。
アオスタ渓谷のものは唯一のオリジナルで最も有名なものだが、派生生産はイタリアのほかの場所や、デンマーク、スウェーデン、ケベック州、フランス、アルゼンチン、アメリカでも行われている。
アオスタ渓谷オリジナルのフォンティーナは刺激的なにおいときつい風味があり、ほかの国で生産されているものはもっと穏やかな風味である。スウェーデンとデンマーク産のものはアメリカの食料雑貨店でよく売られているが、赤いワックスの皮があるためアオスタ産のものと区別できる（これもアルゼンチンフォンティーナでも流行している）。 アオスタ産のフォンティーナは熟成により自然に皮ができる。通常、黄褐色からオレンジがかった褐色である。